# Elegie romane
Elegie romane è una raccolta di poesie pubblicata da Gabriele D'Annunzio nel 1892 presso l'editore Zanichelli di Bologna.
A differenza delle raccolte precedenti, le poesie non subiranno riscritture, e verranno ristampate dai Fratelli Treves nel 1897 e nel 1911. Nell'edizione nazionale compariranno però in trittico con Canto novo e Intermezzo. La raccolta venne dedicata al poeta Enrico Nencioni.
Composte tra luglio 1887 e maggio 1892, si ricollegano alle Elegie romane di Johann Wolfgang von Goethe, opera che racconta il viaggio dell'autore tedesco in Italia (1786 - 1788). Le elegie di D'Annunzio, infatti, sono incastonate, secondo Raffaella Bertazzoli "dentro al loro ipotesto" dall'esergo e dalla ripresa finale, nel Congedo, di alcuni versi di Goethe. Difatti all'inizio della raccolta si trova l'epigrafe goethiana in tedesco: 
(dalla prima elegia di Goethe, qui con la traduzione di Luigi Pirandello)
mentre in chiusura abbiamo:
Non a caso, informa Raffaella Bertazzoli, Andrea Sperelli ne Il piacere declama alcuni versi delle Elegie del poeta tedesco.
Le Elegie romane di D'Annunzio sono considerate in genere come una specie di diario psicologico, dall'esaltazione, nel componimento Villa Medici, alla stanchezza amorosa de Il Viadotto (in questi termini ne parlano Benedetto Croce, Alfredo Gargiulo, Mario Praz e altri). Niva Lorenzini nota invece una certa influenza parnassiana, soprattutto di Théodore de Banville e Théophile Gautier, che traduce quindi, basandosi su testimonianze dello stesso autore, la "storia d'amore" (con Barbara Leoni) a un pretesto d'invenzione letteraria di natura ritmica e semantica.